# Heterocladium procurrens
Heterocladium procurrens är en bladmossart som beskrevs av Georg Friedrich von Jaeger 1878. Heterocladium procurrens ingår i släktet trasselmossor, och familjen Thuidiaceae. Inga underarter finns listade i Catalogue of Life.